# Pacbitun

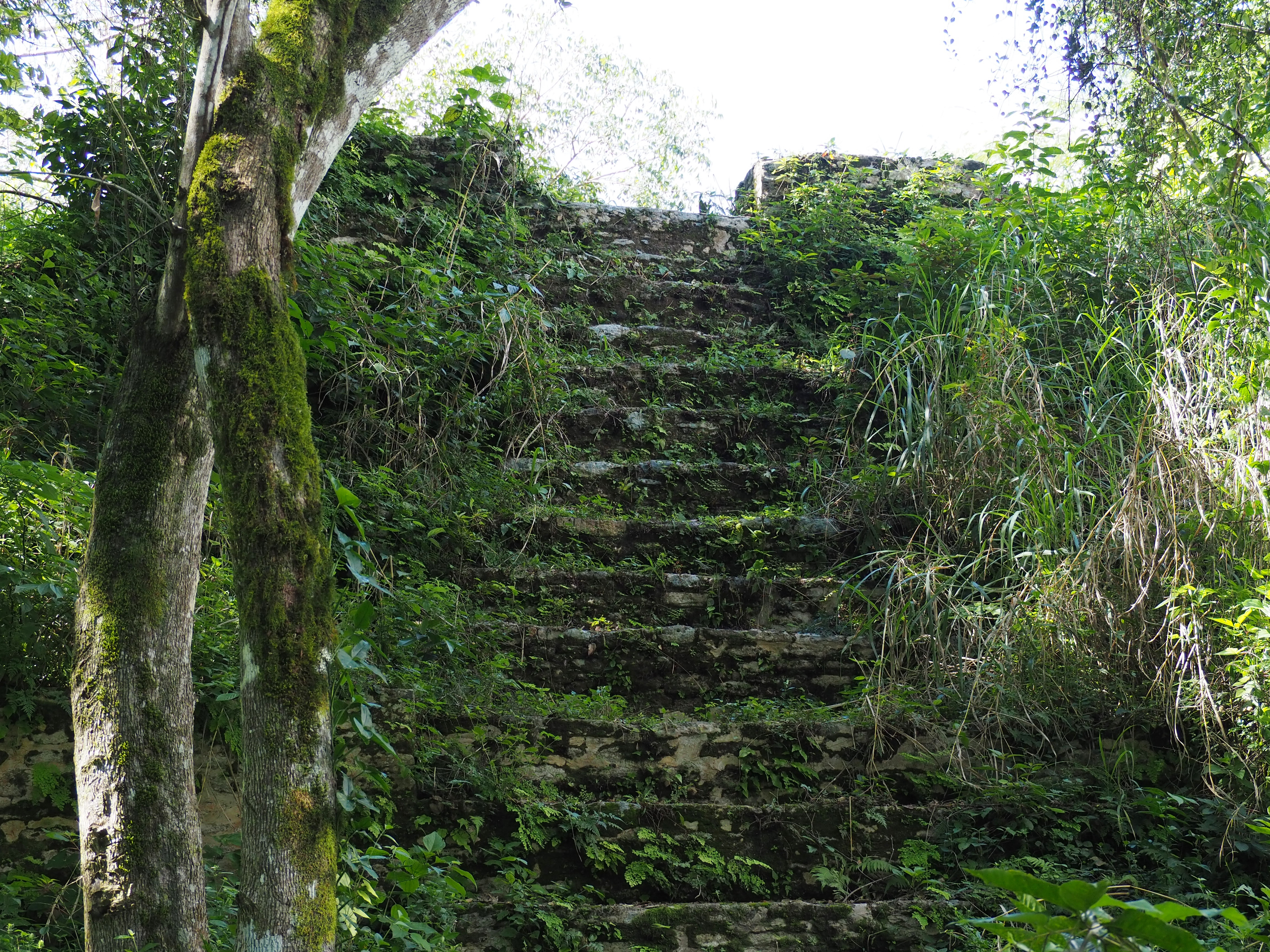

L’ancien site maya de Pacbitun est situé dans le district de Cayo, dans l’Ouest du Belize. Il n’a été redécouvert que récemment. 
Il s'agit d'un centre de taille moyenne des basses-terres, où les Mayas s’établirent vers 900 av. J.-C., au cours de l'Ère préclassique. L’implantation du site s’est agrandie dans les siècles qui ont suivi, et il a connu son apogée pendant les Ères du classique tardif et terminal (550 à 900 ap. J.-C.) avant d’être abandonné. 
Les campagnes de fouille de 1986 et de 1987 ont produit une carte détaillée des ruines, dont celle de l’acropole dans une zone de 0.5 km² qui comprend 5 places et 41 structures d’importance notable, dont des bâtiments de type résidentiel, organisés en rectangle autour d’une cour centrale, et des temples-pyramides portant des vestiges de superstructures voûtées ; une paire de chaussées assez longues et un jeu de balle cérémoniel.
D'après les autorités du Belize, le site serait actuellement trop en ruines pour être visité.[réf. souhaitée]